# Constitutional Sheriffs and Peace Officers Association
La Constitutional Sheriffs and Peace Officers Association (CSPOA) è un'organizzazione politica di funzionari di polizia locale degli Stati Uniti che sostengono che le autorità federali e statali sono subordinate all'autorità locale degli sceriffi di contea. Gli autodefiniti sceriffi costituzionali affermano di essere l'autorità legale suprema con il potere e il dovere di sfidare o ignorare le leggi che considerano incostituzionali. Di conseguenza, possono talvolta essere indicati come sceriffi sovrani. Il movimento è legato alle precedenti nozioni di nullificazione e interposizione, e promuove tali sforzi.
È stata descritta come gruppo di "estrema destra" dal Southern Poverty Law Center; l'Anti Defamation League afferma che l'associazione ha lo scopo primario di reclutare sceriffi nel movimento antigovernativo dei "patrioti".

## Storia
L'associazione è stata fondata nel 2011 dall'ex sceriffo dell'Arizona Richard Mack, all'epoca membro del consiglio di amministrazione degli Oath Keepers. Nel 2017, l'associazione ha dichiarato di avere 4.500 membri paganti, tra cui più di 200 sceriffi. Nel 2020 è stata costituita come organizzazione no-profit nello stato dell'Arizona. Dal 2021, stando quanto riferito da Mack, l'associazione conterebbe 300 dei 3.000 sceriffi degli Stati Uniti come suoi membri.

## Ideologia
Il movimento ha alcune somiglianze ideologiche con il sedicente movimento dei patrioti e dei cittadini sovrani, e alcuni aderenti di questi movimenti sposano anche l'ideologia dello "sceriffo costituzionale". L'ideologia del movimento degli sceriffi costituzionali è sorta dalle ceneri del movimento di estrema destra e antisemita Posse Comitatus (lat. potere della contea) degli anni '70 e '80, guidato da William Potter Gale, che definiva lo sceriffo di contea come la più alta autorità "legittima" del Paese. L'insegna preferita dagli autodefiniti "patrioti cristiani" era un distintivo da sceriffo ridisegnato contenente un cappio, una Bibbia e una spada, per riflettere la loro convinzione che gli sceriffi fossero responsabili della difesa armata dei cittadini e della legge superiore (una combinazione della loro visione della Costituzione e degli insegnamenti dell'identità cristiana). Prima che il Posse Comitatus collassasse con la morte di Gale, i suoi paramilitari svilupparono un programma anti-tasse e anti-governativo che alimentava teorie cospirative secondo cui gli ebrei erano responsabili dell'oppressione degli agricoltori attraverso tasse schiaccianti e prestiti esorbitanti. I soldati semplici del Posse Comitatus hanno acquisito notorietà quando hanno cercato di fermare i pignoramenti nel Midwest e hanno ingaggiato sparatorie con gli U.S. Marshals.
Il nuovo movimento degli sceriffi costituzionali emerse principalmente nel 2021, come nuovo gruppo nazionale di sceriffi costituzionali non affiliato al disciolto Posse Comitatus degli anni '80, mantenendo però la convinzione che gli sceriffi sono la più alta autorità negli Stati Uniti. Fondato dal consulente politico repubblicano Nathan Sproul, Protect America Now si è costituito a Phoenix, in Arizona, come società nazionale senza scopo di lucro il 26 giugno 2020. Il gruppo ha un comitato consultivo con una serie di sceriffi costituzionali, tra questi CSPOA.
Gli sceriffi non sono menzionati nella Costituzione degli Stati Uniti. La base ideologica del movimento degli sceriffi si fonda invece su varie affermazioni storiche e giuridiche errate, basate sulla pretesa che i poteri storici dell'alto sceriffo di uno shire inglese si applichino negli Stati Uniti indipendentemente dai successivi sviluppi giuridici.
Alcuni sceriffi di contea negli Stati Uniti hanno espresso simpatia per gli obiettivi del movimento e hanno giurato pubblicamente di non applicare le leggi che ritengono incostituzionali. Il professore di diritto Robert L. Tsai scrive che "in pratica gli sceriffi costituzionali e i loro seguaci tendono a occupare i margini del conservatorismo antigovernativo, organizzandosi per promuovere i diritti delle armi e i diritti di proprietà, per resistere alle leggi fiscali, all'assistenza sanitaria nazionale, ai matrimoni gay". "I membri del movimento hanno giurato di non far rispettare le leggi sulle armi, le misure sanitarie adottate per combattere la pandemia COVID-19 del 2020 e le norme federali sull'uso del territorio. Gli sceriffi che si rifiutano di far rispettare le leggi sull'uso del territorio facilitano l'uso illegale del suolo pubblico (ad esempio, per il pascolo del bestiame o per l'uso di veicoli fuoristrada) e in alcuni casi hanno minacciato i dipendenti del Bureau of Land Management (BLM). Una ricerca sui rapporti dal 1995 al 2015 ha rilevato che le contee con sceriffi membri del movimento "hanno tassi più alti di violenza contro i dipendenti del BLM rispetto alle altre contee occidentali".
Il movimento ha attirato il sostegno di alcuni proprietari terrieri, commissari di contea, figure delle forze dell'ordine (in particolare Richard Mack e Joe Arpaio) e di alcuni politici che hanno fatto leva sul "timore che i funzionari federali si intromettano nei diritti di proprietà e nei diritti sulle armi".